# 33e brigade mécanisée
Pour les articles homonymes, voir 33e brigade.
La 33e brigade mécanisée (en ukrainien : 33-тя окрема механізована бригада, abrégé en 33 ОМБр ; numéro d'unité militaire A4447) est une grande unité d'infanterie mécanisée de l'Armée de terre ukrainienne. L'unité est basée à Rivne

## Historique

### Invasion russe de l'Ukraine

#### Création
Formée en avril 2016, la 33e brigade mécanisée est destinée à faire partie du corps de réserve. Ses bataillons sont ensuite réduits à des unités-cadres, dans l'attente d'une mobilisation pour être remis sur pied de guerre. 
En janvier 2023, lors de l'invasion de l'Ukraine de 2022, elle est réactivée, complétée, puis envoyée à l'instruction, en prévision d'une contre-offensive ultérieure, recevant de nouvelles armoiries temporaires,.
Initialement dans le 9e corps d'armée, elle est affectée en novembre 2023 au 10e corps d'armée avec 8 autres nouvelles brigades.
Elle est équipée et entraînée principalement grâce à l'aide occidentale et destinée aux opérations offensives. Il s'agit d'une brigade inégalement équipée, disposant de certains des meilleurs chars, comme les Leopard 2A4, ainsi que des blindés US à roues antimines International MaxxPro, avec peu de véhicules de combats d'infanterie à chenilles. Cela le rend particulièrement adapté au combat urbain. Le bataillon blindé de l'unité est créé à partir d'un bataillon de la 4e brigade de chars.

#### Contre-offensive de Zaporijjia (juin - décembre 2023)
La brigade est engagée pour la première fois en juin 2023 lors de l'offensive ukrainienne au sud de Zaporijjia sur l'axe Orikhiv - Tokmak. Ses unités épaulent tout d'abord la 47e brigade mécanisée au sud de Mala Tokmatchka essayant de percer les lignes russes à Robotyne. Entre le 7 et le 8 juin, des éléments de la brigade soutiennent l'attaque d'un groupement tactique composé de blindés M2 Bradley et de Leopard 2A6 de la 47e brigade mécanisée, qui tente de percer la première ligne de défense russe au sud tenue par deux régiments (291e et 70e) de la 42e division de fusiliers motorisés de la Garde. Se retrouvant coincé dans un champ de mines, il perd plusieurs Leopard 2A4 et des véhicules de déminage. Les attaques des deux brigades se poursuivent les jours suivants, sans obtenir de gains territoriaux mais en forçant la 58e armée combinée russe à déplacer la 22e brigade Spetsnaz de la réserve vers la ligne de front. 
Au cours des trois mois suivants, la brigade est principalement maintenue en réserve, cède ensuite sa position à la plus expérimentée 65e brigade mécanisée. Elle cède certains de ses Leopard 2 pour soutenir l'avancée des autres unités ukrainiennes mais conserve la majorité d'entre eux en attendant que l'infanterie franchisse les lignes fortifiées russes. Après l'échec de la contre-offensive, elle reste dans le secteur et passe en défensif au nord-ouest de Novoprokopivka s'impliquant davantage dans les combats après le transfert de la 47e à Avdiïvka.

#### Secteur sud Donetsk (depuis janvier 2024)
A la fin février 2024, après la prise Avdiïvka par les Russes, la brigade est redéployée au sud de Donetsk dans le raïon de Pokrovsk près de Novomykhaïlivka pour appuyer la 79e brigade d'assaut aérien afin de contenir l'offensive russe en cours. Ses unités affrontent les 20e et 150e division de fusiliers motorisés de la Garde russes pour le contrôle du village de Pobieda qui est finalement conquis tout comme Novomykhailivka en avril 2024 après de long mois d'offensives russes meurtrières. Elle reste ensuite positionnée dans ce secteur russe, l'offensive se concentrant sur Kourakhove.

## Structure
.

### Ordre de bataille
- État-major de la brigade,
  - 
    -  compagnie de protection du QG ;

  -  1er bataillon mécanisé ;
  -  2e bataillon mécanisé ;
  -  3e bataillon mécanisé ;
  -  417e bataillon de fusiliers ;
  -  418e bataillon de fusiliers ;
  -  421e bataillon de fusiliers ;
  -  Bataillon de chars ;
  -  Groupe d'artillerie de la brigade :
    - batterie de contrôle et d'acquisition de cibles ;
    - 1er bataillon d'artillerie automotrice [11] ;
    - 2e bataillon d'artillerie ;
    - Bataillon de lance-roquettes multiples (BM-21 Grad) ;
    - Bataillon antichars

  -  Bataillon de drones[12] ;
  -  Bataillon antiaérien ;
  -  compagnie de reconnaissance ;
  -  Bataillon du génie ;
  -  Bataillon logistique ;
  -  Compagnie de transmissions ;
  -  Bataillon de maintenance ;
  -  Compagnie de radar (désignation d'objectifs) ;
  -  Compagnie médicale (soins et évacuation) ;
  -  Compagnie de protection NRBC.

### Matériels et équipements
- Bataillon de chars équipé de Leopard 2A4 complétés par des T-72M1
- Trois bataillons mécanisés dotés de véhicules BMP-2 russes, YPR-765 hollandais, M113 et Humvees américains
- Groupe d'artillerie avec des pièces 2S1 Gvozdika, M109L italiens et BM-21 Grad
- Bataillon de maintenance équipé de véhicules M88A2 Recovery américains.

### Chefs de corps
2022 – nov. 2023 : Lieutenant-colonel Dmytro Ryumshin (uk).
 novembre 2023 – août 2024 : Colonel Ivan Vojtenko.
 août 2024 – en fonction ; Lieutenant-colonel Yurij Hupaljuk

## Traditions

### Insignes

#### Anciens insignes de la brigade

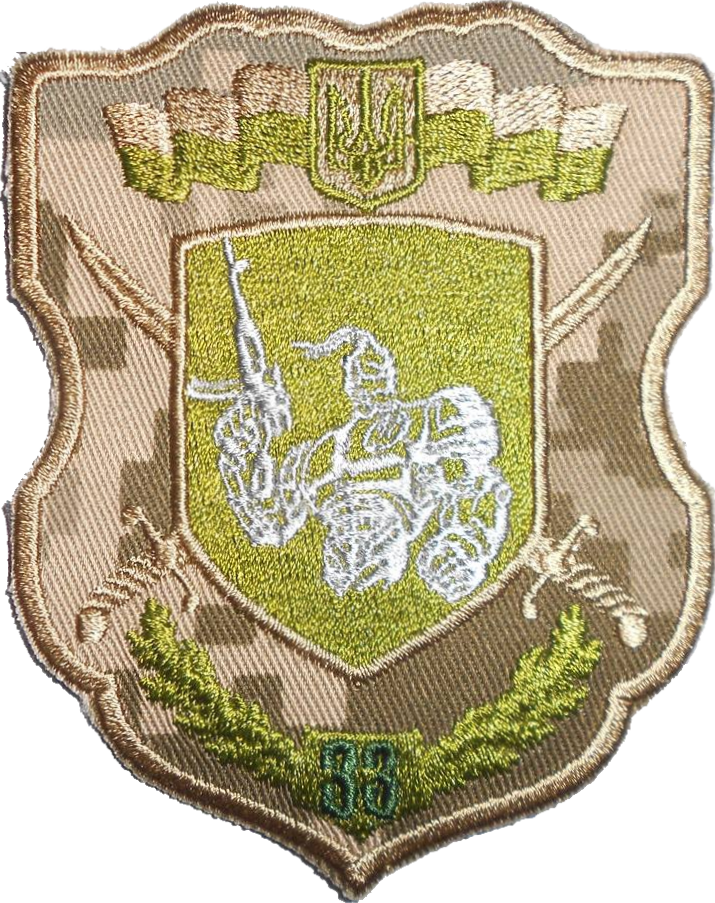
Insigne de la brigade, datant de 2017.
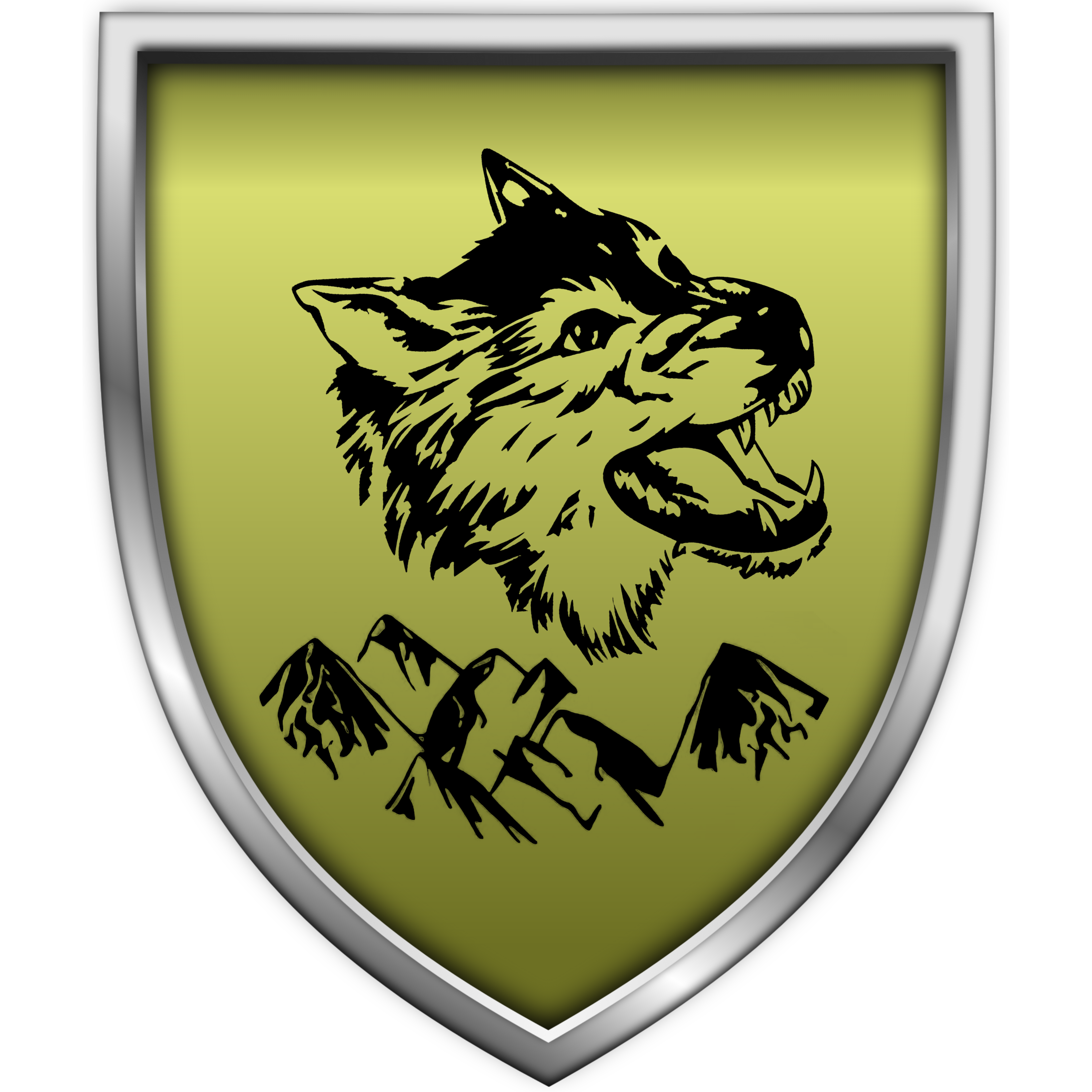
Insigne de la brigade, datant de 2022 lors de sa reformation (non approuvé).
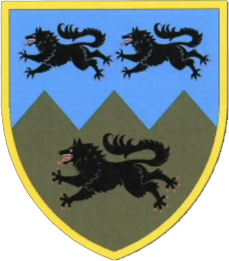
Insigne officiel de la brigade en 2023.

#### Insigne à partir de mai 2023
Fin mai 2023, l'emblème définitif de l'unité est dévoilé.
Description de l'insigne :
- insigne d'arme : Une épée médiévale tronquée blanche, pointe en bas, frappée d'un crane d'Adam également blanc sur un écu noir ;
- insigne d'épaule de combat : même chose mais utilisation de couleurs désaturées pour des raisons de camouflage.

Symbolique des figures utilisées :
- L'épée médiévale symbolise l'armement de la brigade avec du matériel militaire fourni par les pays partenaires[16],[17].
- Le crâne « d'Adam » symbolise l'intrépidité et le mépris de la mort acquis lors de l'assaut[16].

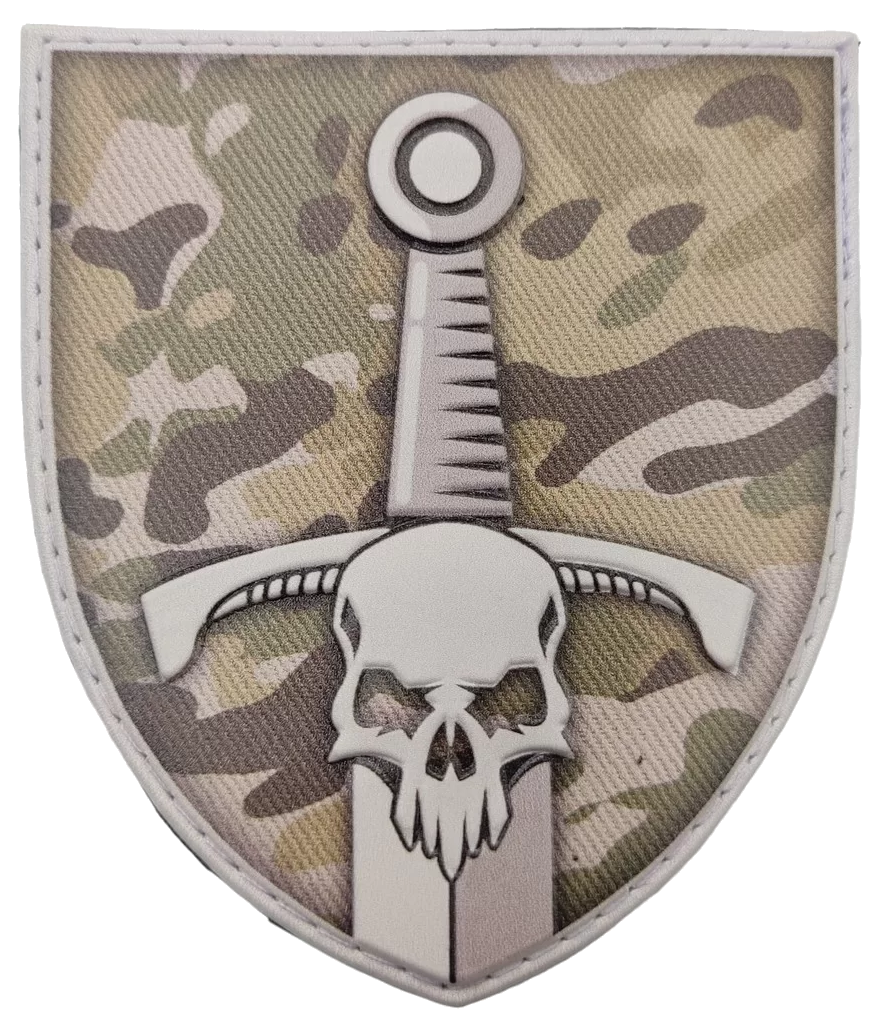
Insigne de combat de la brigade
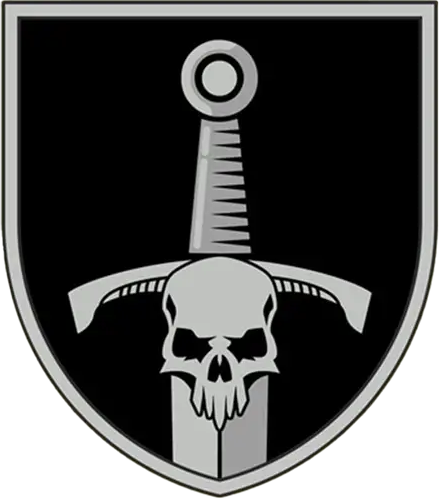
Insigne officiel de la brigade

### Drapeau honorifique

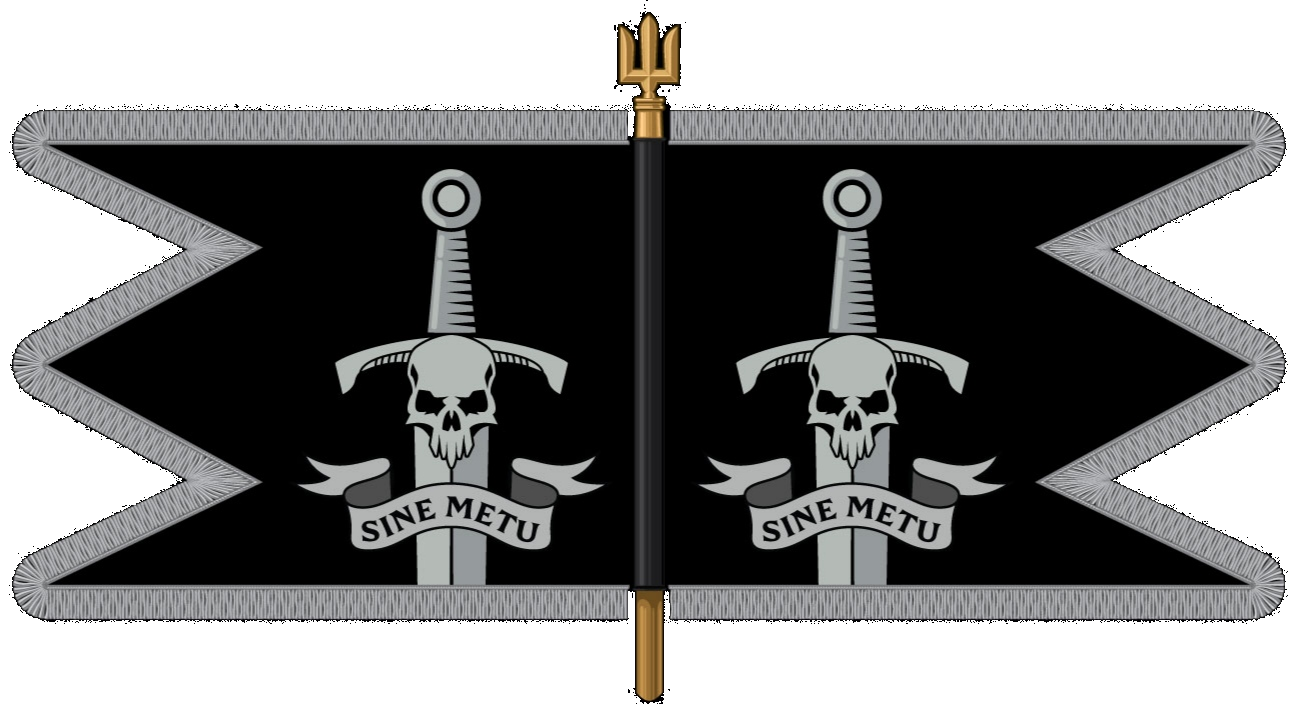
Drapeau honorifique du régiment (avers et revers).

Le drapeau honorifique (en ukrainien : почесний прапор) de la brigade (équivalent du fanion dans l'armée française) que l'unité reçoit lors de sa constitution officielle, reprend les symboles de l'insigne en y ajoutant un phylactère portant la devise en latin : sine metu (sans crainte),.

### Drapeaux de motivation

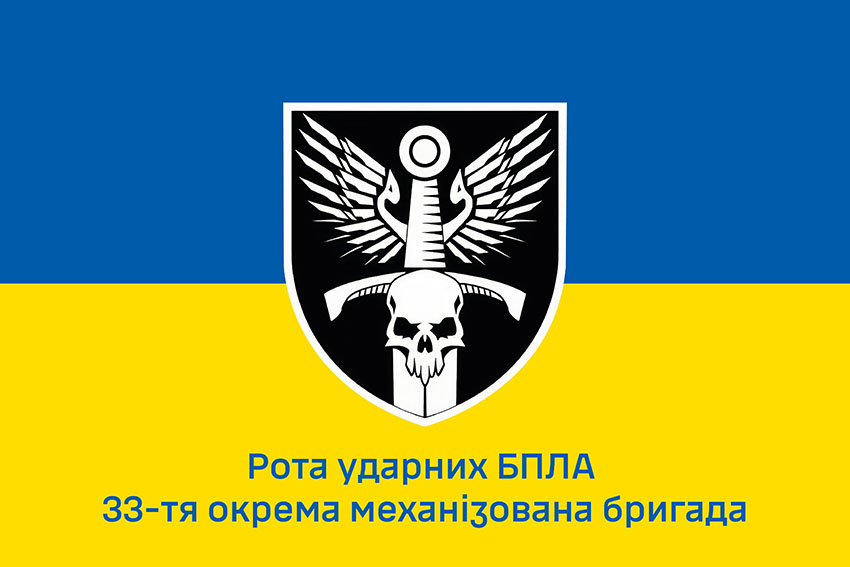
Drapeau de motivation 'azur et or' du bataillon de drones de la brigade.

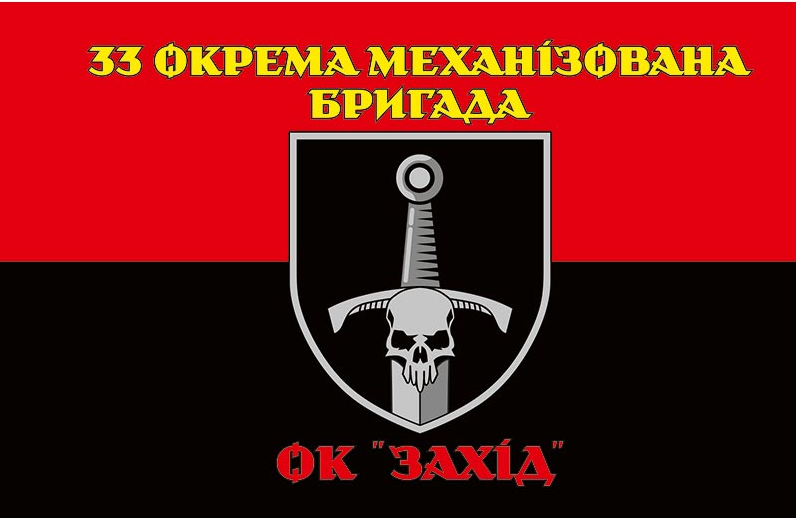
Drapeau de motivation 'sang et sable' de la brigade.

Les drapeaux de motivation ne sont pas officiels, mais ils sont utilisés par les soldats ukrainiens durant les combats pour revendiquer une libération de localité ou une prise de guerre. Ils sont aussi utilisés lors des manifestations de communication des brigades ou comme support de dédicaces. Ils sont différents des drapeaux honorifiques et des drapeaux de bataille (uk), cramoisi et or, utilisés lors des cérémonies officielles, ornés des rubans de décorations noués sur la hampe et des batailles de la brigade inscrites en lettres d'or, le tout extrêmement codifié,.

## Pertes
- lieutenant-colonel Andriy Boyko, commandant adjoint de la brigade, tué durant la Bataille de Robotyne le 9 juin 2023[3]